# Fraternus
Fraternus – imię męskie pochodzenia łacińskiego, oznaczające "braterski". Wśród patronów – św. Fraternus, biskup (zm. ok. 450 roku).
Fraternus imieniny obchodzi 29 września.